# Anton Bakov
 (novembre 2017).
Anton Bakov (en russe : Анто́н Алексе́евич Ба́ков), né le 29 décembre 1965 à Sverdlovsk, est un homme d'affaires, cryptarque et politique russe. Ancien vice-président du Conseil politique fédéral du Parti d'action, il est le fondateur et président du Parti monarchiste. Il est également membre de la Douma d'État de la fédération de Russie de 2003 à 2007. 
Dans les années 2010, il participe à l'établissement d'un nouveau régime politique : l'Empire Romanov. En 2014, l'« État Souverain du Trône Impérial » publie un manifeste se proclamant lui-même comme une nation souveraine. Premier ministre de l'Empire depuis 2011, Bakov devient chancelier en 2014 et met en place son gouvernement. Il débute des négociations de reconnaissances de l'État impérial auprès de plusieurs pays et rencontre plusieurs chefs d'État et de gouvernement.

## Jeunesse
Bakov est né le 29 décembre 1965 à Sverdlovsk dans une famille d'ingénieurs qui a travaillé à l'usine de constructions mécaniques Ouralmach. Il est diplômé de l'Institut polytechnique de l'Oural (maintenant l'Université technique d'État de l'Oural) en 1988. Il était un étudiant boursier de Lénine et diplômé avec les honneurs. Pendant ses études, il est devenu un militant dans le mouvement anti-communiste. Il a organisé plusieurs activités politiques, y compris le boycott public des élections incontestées au Soviet suprême de l'URSS en 1984, la fondation d'un mouvement public visant à la réouverture des églises fermées par les communistes et la sauvegarde des monuments de l'histoire nationale à Verkhotourié en 1987. En 1988, il a également lancé le mouvement d'enlèvement des plaques avec les noms des bourreaux du NKVD de Joseph Staline de rues de la ville.
Plus tard, il est devenu un voyageur professionnel, l'un des rares russes[réf. nécessaire] à se rendre au Tibet, en Érythrée et dans d'autres pays isolés de la planète. Bakov prend toujours une part active dans des projets environnementaux. Il finance un projet visant à accroître la population de truites dans les rivières de l'Oural du Nord. Il organise des rassemblements et autres actions politiques pour la protection des forêts et des lacs dans l'Oural et de lutte contre le déversement de déchets nucléaires sur le territoire de la Russie.
Il est docteur d'Université en philosophie (Ph.D.), et détient 20 brevets d'invention.

## Carrière politique

### 1980-1990
Bakov est l'un des premiers Russes ayant créé une entreprise indépendante en Russie[réf. nécessaire]. En 1987, quatre mois après l'autorisation de mettre en place des sociétés coopératives indépendantes en URSS et alors qu'il est encore à l'université, il crée une agence de tourisme privée dénommée Kedr (« Cèdre »), premier organisme de ce genre dans le pays. En 1991, sur la base de cette agence, il crée la société East Line qui s'implique dans les transferts de fret aérien entre l'Europe et l'Asie. Il devient l'agent d'exploitation de l'aéroport de Moscou-Domodedovo. Bakov invite Dmitri Kamenchtchik à coopérer dans l'entreprise, et ils réussissent à obtenir pour l'aéroport un statut international en 1992. Bakov quitte l'entreprise en 1994 alors que l'aéroport a grandi pour devenir le plus grand aéroport de Russie[réf. nécessaire].
En 1994, Anton Bakov est élu député de l'arrondissement Serov au parlement de l'oblast de Sverdlovsk et président du Comité législatif de la Douma. Ses premières actions en tant que député sont dirigées contre les nominations fédérales de maires et gouverneurs régionaux. Lui et son équipe réussissent à gagner les élections de l'exécutif du gouvernement en 1995-1996.
Dans le même temps Bakov créé un système d'assurance sociale, dénommé Ambulance sociale. En 1994, il est devenu un membre actif de l'équipe du président de la Douma Eduard Rossel, il est nommé coordinateur politique du mouvement « Transfiguration Oural » (mouvement qui fait campagne pour l'indépendance de l'Oural de la Russie). Il a été membre du comité de campagne électorale de E. Rossel en 1995 qui remporte l'élection. Bakov participe aux élections de la mairie d'Ekaterinbourg en 1995, et arrive deuxième derrière le maire actuel, Arkady Mikhaïlovitch Tchernetsky. En 1996, il est élu vice-président de Sverdlovsk Douma, puis est désigné pour le poste de gouverneur de la région de Kourgan, mais sa candidature n'a pas été enregistrée.
En 1997-2000 Bakov devient le directeur général de l'entreprise de la ville Serovskiy, usine métallurgique de 9 000 employés. Cette expérience est marquante pour sa carrière future.

### 2000-2010

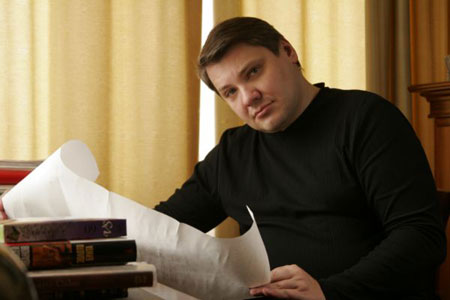
Bakov dans les années 2000.

En 2000, Anton Bakov est élu à la Chambre des représentants (la chambre haute) de l'Assemblée législative de l'oblast de Sverdlovsk (de Serov mandat unique circonscription électorale). Il a lutté contre la corruption (organisée « anti-mafia » mouvement public, qui est opposé à l'organisation criminelle « Ouralmach ») et contre le processus de redistribution convenances[pas clair].
Afin d'augmenter le bien-être de la population, Bakov a été impliqué dans des activités éducatives, créé consommation et de crédit coopératives, les conseils des organismes autonomes publics locaux et des condominiums.
En tant que député, Bakov a proposé d'augmenter le montant des allocations pour les enfants et l'introduction des paiements supplémentaires régionales aux pensions de l'État.
Depuis 2002 Bakov a été engagé dans l'achat de terres, et est aujourd'hui l'un des plus grands propriétaires fonciers de l'Oural. En tant que développeur, Bakov commencé activement la construction de maisons de campagne à vendre. En outre, il est activement impliqué dans le conseil politique. Ces dernières années, il se spécialise dans le développement de l'Internet, les médias et les réseaux sociaux politiques, y compris celles qui sont destinées à mobiliser les gens à lutter contre la corruption.

### Les élections des gouverneurs
En 2003, Bakov participe aux élections de gouverneur de la région de Sverdlovsk. Il accuse son adversaire Edouard Rossel d'avoir des liens avec l'organisation criminelle « Ouralmach ». Dans le deuxième tour Anton Bakov perd, n'ayant que 330 000 voix contre plus de 600 000 voix obtenues par Eduard Rossel.
En 2003, il est élu à la Douma d'État pour la circonscription de Serovskiy. Après l'élection, il rejoint le parti l'Union des forces de droite. Il supervise toutes les campagnes électorales réussies du parti dans toutes les régions, à l'exception de la Tchétchénie, en 2004-2007.

### L'Union des forces de droite
En décembre 2006, Bakov est élu secrétaire chargé des listes électorales du parti Union des forces de droite. Il est considéré comme celui qui a proposé l'abandon de la rhétorique traditionnelle du parti d'extrême-droite et des slogans populistes telles que l'augmentation des pensions et le soutien les pauvres. En raison de la défaite de l'Union des forces de droite dans les élections législatives russes de 2007 et l'abolition des circonscriptions électorales uninominales, Anton Bakov n'entre pas dans la Douma d'État pour le mandat.

### Le Parti d'action
Le 14 octobre 2010, Bakov est élu vice-président du Conseil politique fédéral de l'Action Party.

## L'Empire Romanov

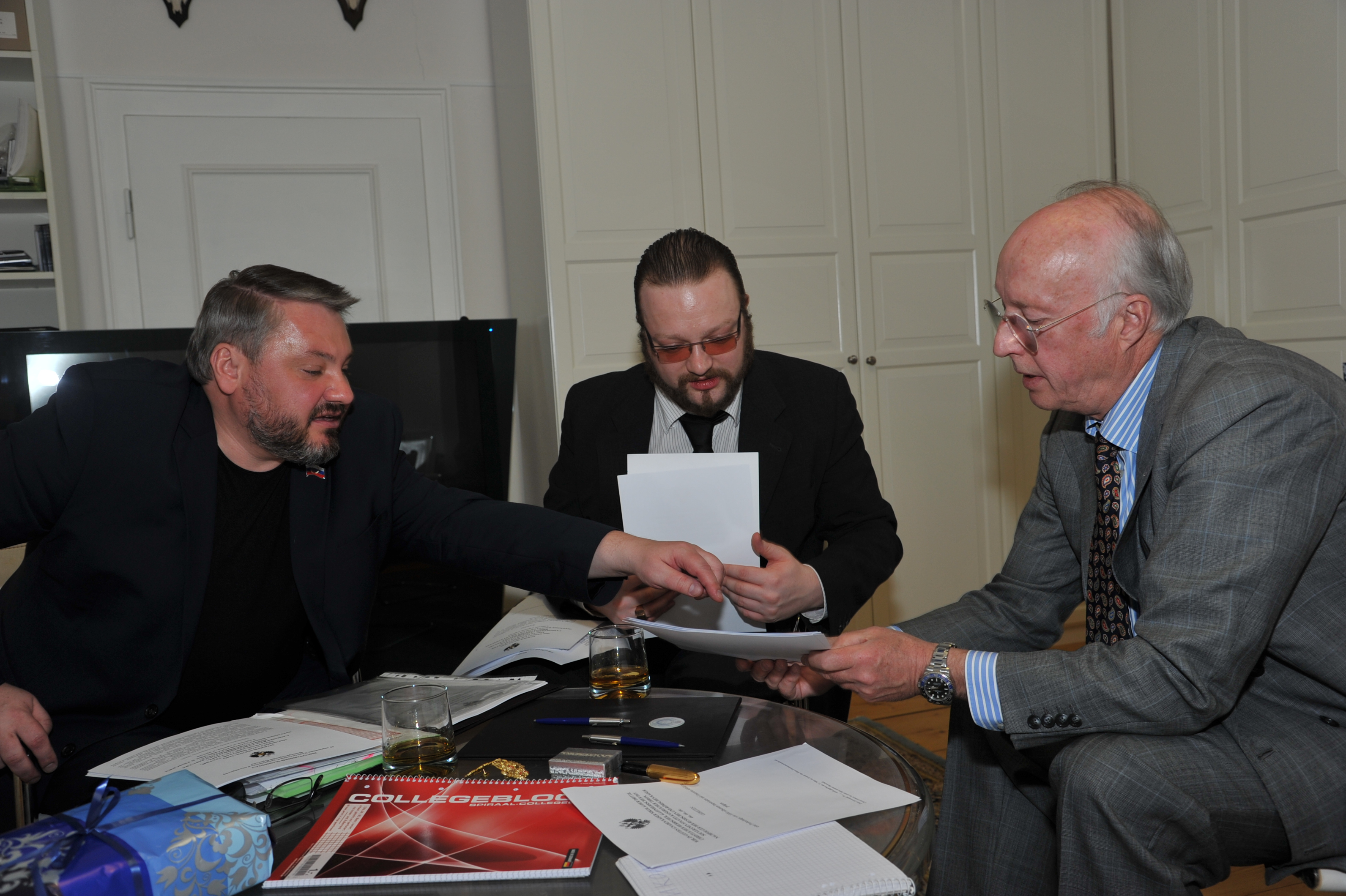
Anton Bakov et Charles Emich de Leiningen.

### Parti monarchiste russe
Le projet politique moderne de Bakov, établi en 2012, est le parti monarchiste russe qui soutient le retour de la monarchie en Russie, abolie en 1917. En 2013, le parti monarchiste déclare unilatéralement que le prince allemand Charles Emich de Leiningen, descendant direct de la famille Romanov par la branche aînée, est le seul héritier légitime au trône de Russie à la suite de sa conversion du luthéranisme au christianisme orthodoxe oriental à Nuremberg le 1er juin 2013.

### Chancelier impérial

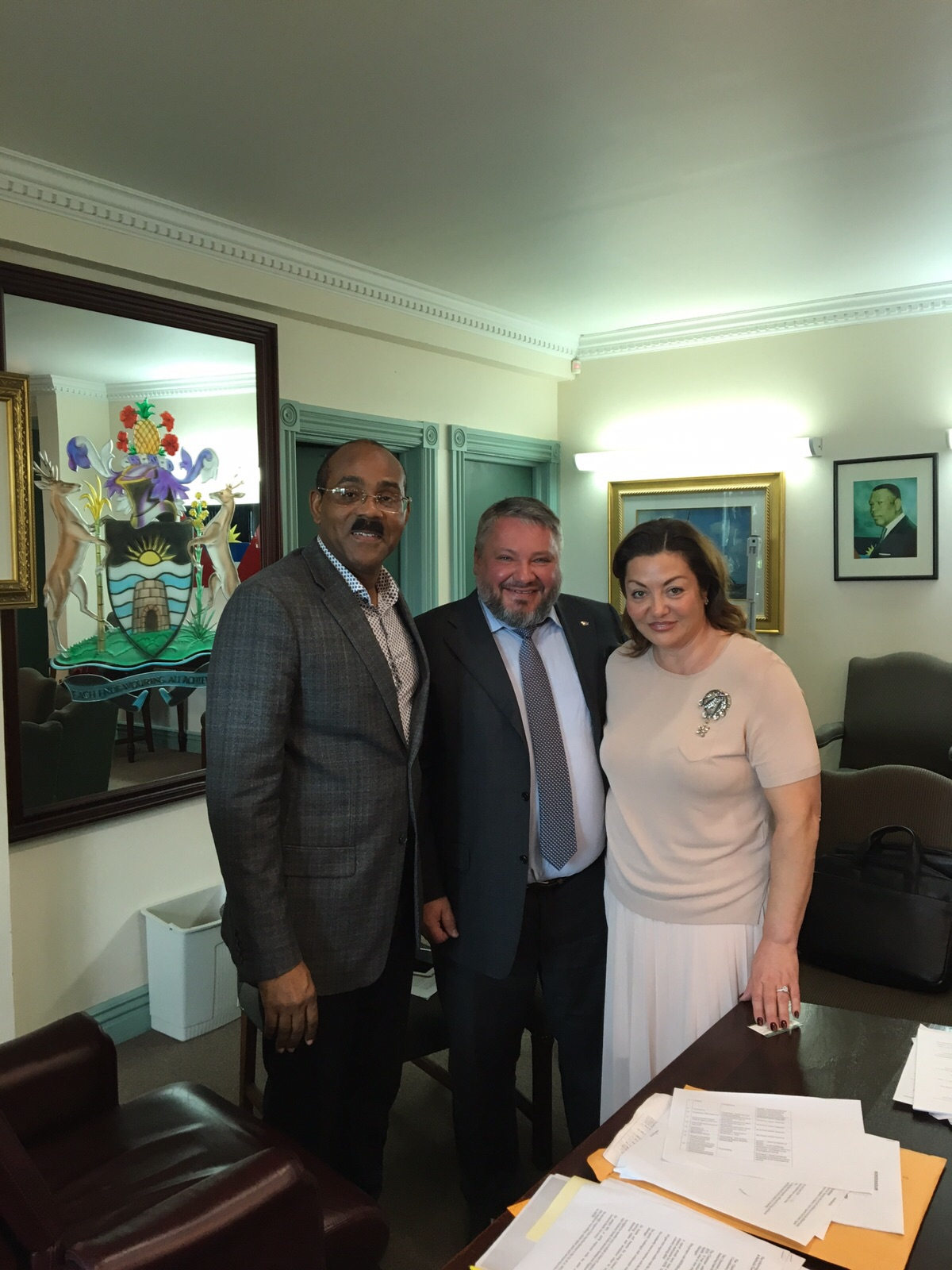
Le couple Bakov en compagnie du premier ministre d'Antigua-et-Barbuda, Gaston Browne.

Début 2014, Bakov annonce qu'il considère le Trône de Russie du point de vue du droit international comme un sujet de la souveraineté des États, indépendamment de tous les autres attributs, se référant à des analogies avec le Saint-Siège. Il déclare que Charles Emich de Leiningen, après s'être converti à la religion orthodoxe, a obtenu un droit de prendre le titre d'empereur souverain. Bakov avait proposé au prince d'accepter le Trône pour former un nouvel État indépendant et l'incorporer dans des projets de promotion tels que le parti monarchiste, la renaissance de l'Empire russe et plusieurs autres. En avril 2014 Bakov et Charles Emich apparaissent dans un article de journal avec une photo déclarant que le Prince avait accepté les propositions ainsi que le titre d'empereur Nicolas III (successeur de Nicolas II). Dans cet article Bakov souligne que Charles Emich , qui avait été un entrepreneur pendant longtemps, avait renoncé à toutes ses anciennes activités.

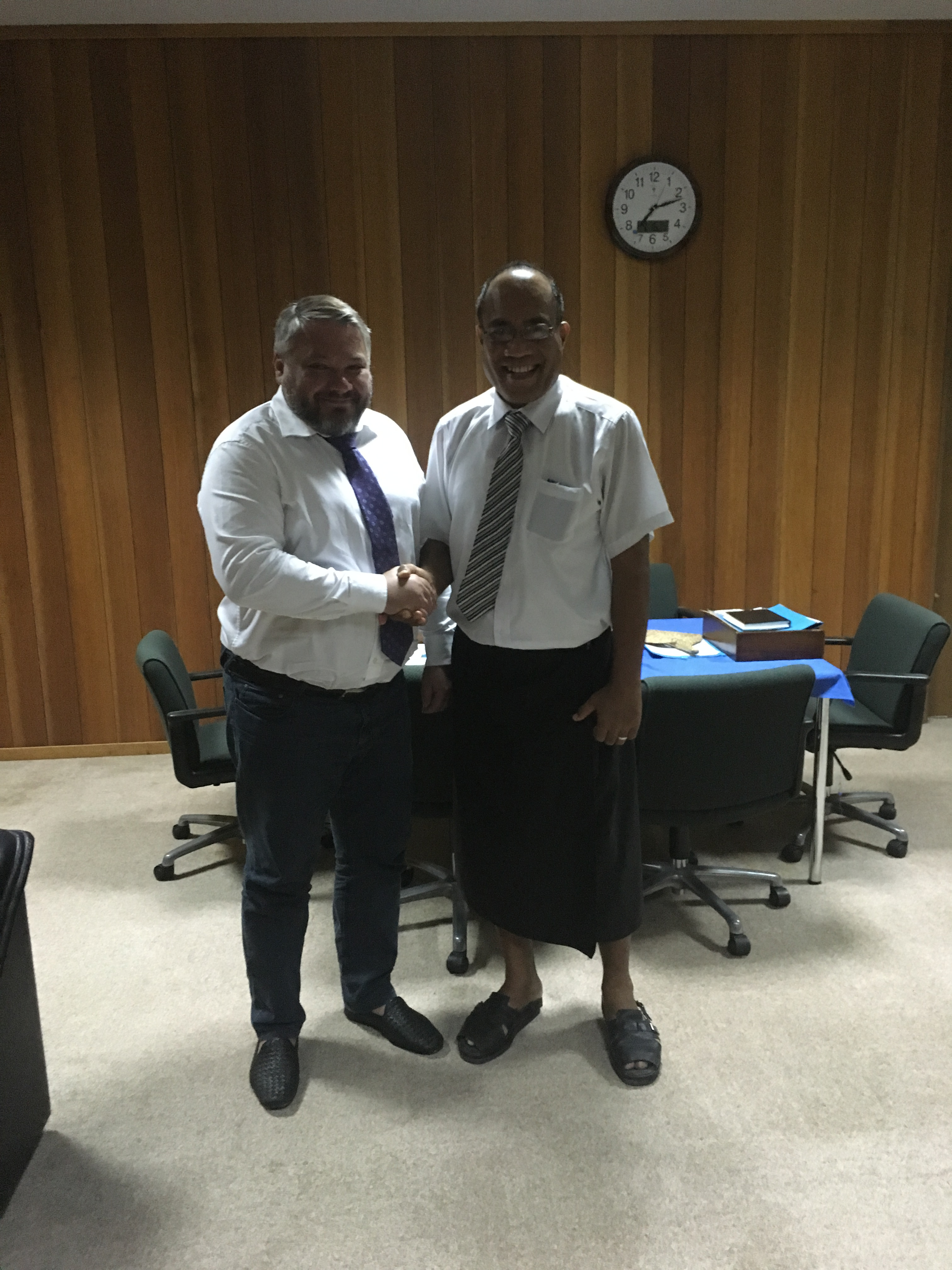
Bakov avec le président kiribatien, Taneti Maamau.

L'article contenait un Manifeste de l'octroi de la Constitution à l'État, signé par Nicolas III, proclamant la formation de l'État souverain « Trône Impérial » visant à rassembler toutes les personnes dans le monde consacrées au monarchisme chrétien. Le Trône dans les documents est considéré comme héritier du Trône de Constantin le Grand par transmission par l'Empire byzantin jusqu'à l'Empire russe et la dynastie des Romanov via les procédures religieuses.
Plus tard Bakov annonce qu'il a acheté une parcelle de terrain au Monténégro pour former un emplacement pour le nouvel état (80 ha, « deux fois plus grand que le Vatican »), et qu'il est en négociation avec les autorités du Monténégro pour la reconnaissance de l'État. Il a également informé que le président russe Vladimir Poutine a refusé d'accorder le siège de l'état souverain à Ekaterinbourg (lieu de la résidence de Bakov et lieu de l'assassinat de la famille Romanov en 1918) en réponse à la demande de Charles Emich de Leiningen transmise à Poutine par Bakov.
Le Sénat d'Ekaterinbourg est un organisme civil indépendant organisé par Bakov visant à fournir une aide sociale aux autorités officielles d'Ekaterinbourg. Il a été créé peu de temps après les élections 2013. Jusqu'à présent, cinq sessions ont été organisées où plusieurs infrastructures et projets sociaux ont été présentés, certains ont inclus une interaction directe avec les fonctionnaires. Jusqu'à 100 volontaires « sénateurs » sont actifs lors des séances, comme Kirill Formantchouk. Bakov avait annoncé des plans pour former des Sénats identiques dans d'autres villes de Russie ainsi que dans l'état du Trône Impérial.

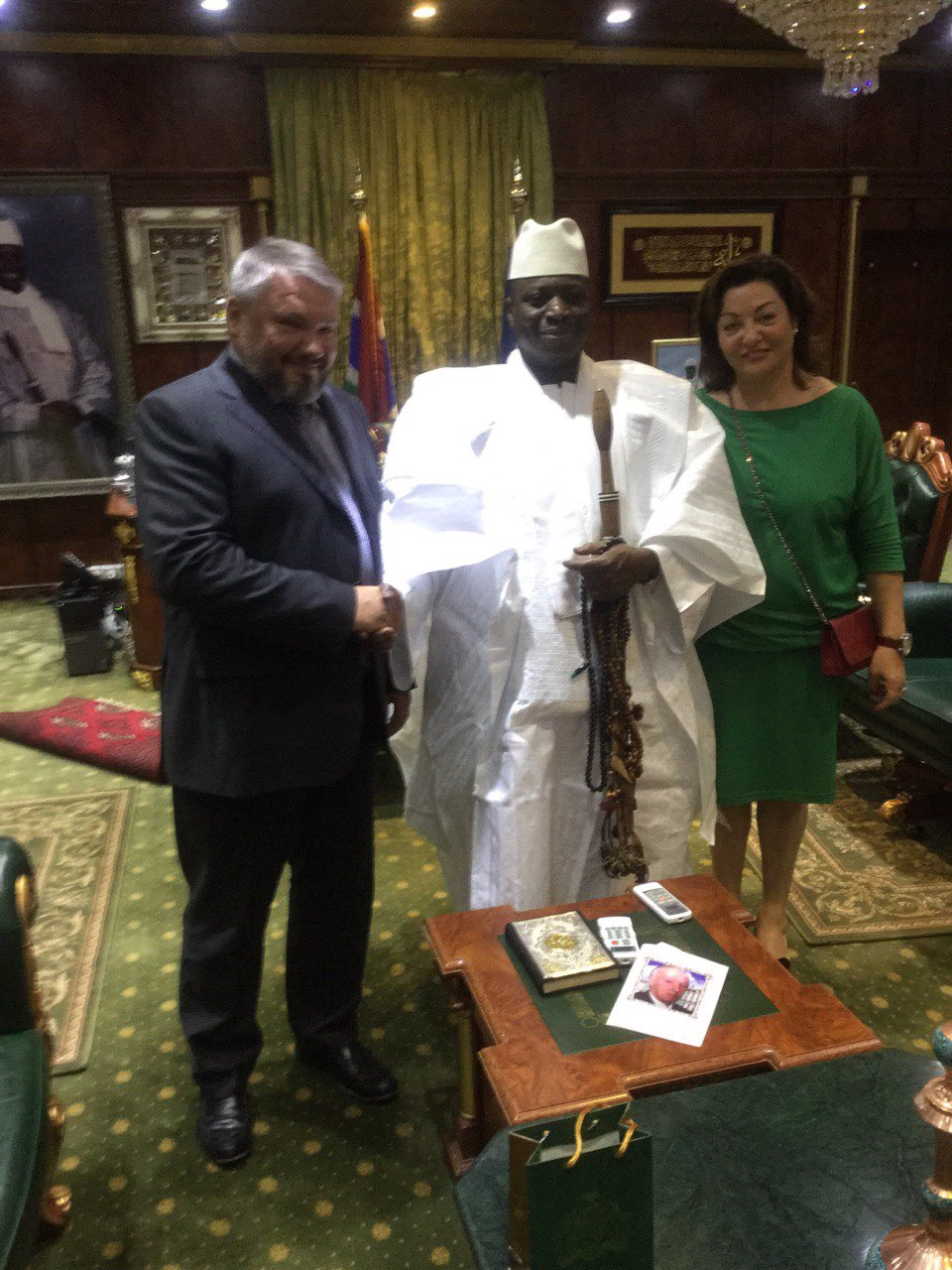
Le couple Bakov avec le président gambien, Yahya Jammeh.

En 2014, Bakov a annoncé qu'il a acheté une parcelle de terrain au Monténégro pour former un emplacement pour le nouvel état (96 acres, « deux fois plus gros que le Vatican ») et est en négociation avec les autorités du Monténégro sur la reconnaissance de l'État. Il a également informé que le président de la Russie Vladimir Poutine a refusé d'accorder l'installation du Trône impérial à Ekaterinbourg (la résidence de Bakov et le lieu de l'assassinat de la famille Romanov en 1918) en réponse à une demande de Nicolas III passé à Poutine par Bakov.
En 2017, Bakov s'intéresse à trois îles des Kiribati, pour y établir le nouvel Empire Romanov. Le 24 février 2017, le gouvernement des Kiribati rejette l'offre d'achat de Bakov.
Le 1er décembre 2017, l'Empire annonce un accord avec la Gambie pour la création d'un archipel artificiel au large sa côte. Cela devient, d'après le site officiel de l'État, leur futur et unique revendication. Un Memorandum of Friendship and Cooperation between The Republic of The Gambia and the Romanov Empire aurait été signé, d'après Bakov, à Banjul par le Secrétaire général de Gambie, Dawda Fadera, et le ministre des affaires étrangères de l'Empire Romanov, Modou Lamin Saidykhan. Néanmoins, le 12 décembre la Gambie dément avoir signé un tel document.

## Œuvres
Anton Bakov est l'auteur de plusieurs livres traduits en anglais :
- The Christian History of the Urals ;
- Civilizations of the Middle-earth ;
- Which Russia do I serve ;
- dols of Power: from Cheops to Putin ;
- 2014: Monarchist plan for Russian Renaissance.

## Vie privée
Il est marié, il a quatre enfants et trois petits enfants.

## Opinions politiques
Il est monarchiste. Il est partisan d'une économie de marché et d'une autonomie plus grande de la province de l'Oural par rapport à Moscou. En plus, il s'intéresse à l'océanologie, condamne la pollution marine et appelle à la préservation de l'héritage naturel de la terre.